# Prelude to a pine tree
Prelude to a pine tree is een compositie van Vagn Holmboe.
Naast een hele ris symfonieën en strijkkwartetten schreef de Deense componist een tiental preludes voor kamerorkest, hier aangeduid als sinfonietta. Alle tien stukken zijn opgedragen aan musicoloog Robert Layton, die in zijn jaren de Scandinavische muziek trachtte te promoten in Engeland. De werken verschenen in een korte periode tussen 1986 en 1991; Holmboe, overleden in 1996, heeft ze overigens niet alle kunnen terugluisteren tijdens uitvoeringen.
Prelude to a pine tree is de eerste in de serie. Uitgangspunt bij dit werk vormt het begin; een lage E in fagoit- en contrabaspartij. Van daaruit ontwikkelt Holmboe een steeds technischer maar ook melodischer werk in het tempo moderato con moto, dat na een rustige passage door stoot naar de top; een vergelijking met de den (pine tree) was dan ook snel gemaakt.
Anders dan bij andere preludes volgde de première al snel na voltooiing; op op 1 mei 1987 speelde het Esbjerg Ensemble het in Århus.
De muziek werd vergeleken met muzikale pointillistische aquarellen, waarbij de invloed van de muziek van Carl Nielsen en Joseph Haydn niet ver weg is. 
Orkestratie
- 1 dwarsfluit, 1 hobo, 1 klarinet, 1 fagot
- 2 hoorns, 1 trompet
- 2 man/vrouw percussie, piano
- 1 eerste viool, 1 tweede viool, 1 altviool, 1 cello, 1 contrabas